# Воронцово (Красноярский край)
Воронцо́во — посёлок в Таймырском районе Красноярского края. Расположен в устье Енисея непосредственно перед его впадением в Енисейский залив Карского моря, в юго-западной части Таймырского полуострова. Находится в 2390 км от Красноярска и 278 км от порта Диксона.
Судоходство только с июня по начало октября.
Транспортное сообщение с г. Дудинка: с конца июня по конец сентября — речным транспортом (теплоход «Хансута Яптунэ»), с периодичностью 1 раз в 2 недели, в остальное время года — рейсовым вертолетом, с периодичностью 1 раз в 2 недели.
Напротив посёлка на расстоянии около 9 км расположена самая восточная оконечность Гыданского полуострова.
В 5 км к северу от Воронцово в Енисей впадает его последний правый приток река Гольчиха.
Первым русским поселенцем на месте посёлка был купец Воробьёв. Купец всё лето скупал у местного населения различные товары, а осенью отвозил всё в Дудинку. Местные жители называли купца вороном, что и дало имя посёлку.
В Воронцово расположены магазины ООО «Рассвет» и «Артель» с пекарней СПРА «Воронцово», отделение «Почты России», начальная школа, сельский дом культуры, библиотека, клубы «Мультик» и выходного дня.
Ближайшие населённые пункты, ранее входившие в состав Усть-Енисейского района: Усть-Порт, Казанцево, Караул, Носок, Байкаловск.

## Население
| 2010 |
| ---- |
| 253  |